# Diócesis de Vanimo
La diócesis de Vanimo (en latín: Dioecesis Uanimitana y en inglés: Roman Catholic Diocese of Vanimo) es una circunscripción eclesiástica de la Iglesia católica en Papúa Nueva Guinea. Se trata de una diócesis latina, sufragánea de la arquidiócesis de Madang. Desde el 5 de febrero de 2018 su obispo es Francis Meli.

## Territorio y organización
La diócesis tiene 26 000 km² y extiende su jurisdicción sobre los fieles católicos de rito latino residentes en parte de la provincia de Sandaun.
La sede de la diócesis se encuentra en la ciudad de Vanimo, en donde se halla la procatedral de la Santa Cruz.
En 2022 en la diócesis existían 23 parroquias.

## Historia
La prefectura apostólica de Vanimo fue erigida el 13 de septiembre de 1963 mediante la bula Omnium Ecclesiarum del papa Juan XXIII, obteniendo el territorio del vicariato apostólico de Aitape (hoy diócesis de Aitape).
El 15 de noviembre de 1966 la prefectura apostólica fue elevada a diócesis mediante la bula Laeta incrementa del papa Pablo VI.

## Estadísticas
Según el Anuario Pontificio 2023 la diócesis tenía a fines de 2022 un total de 41 266 fieles bautizados.
| Año                                                                             | Población            | Población | Población      | Sacerdotes | Sacerdotes    | Sacerdotes    | Bautizados por sacerdote | Diáconos permanentes | Religiosos | Religiosos | Parroquias |
| Año                                                                             | Bautizados católicos | Total     | % de católicos | Total      | Clero secular | Clero regular | Bautizados por sacerdote | Diáconos permanentes | Varones    | Mujeres    | Parroquias |
| ------------------------------------------------------------------------------- | -------------------- | --------- | -------------- | ---------- | ------------- | ------------- | ------------------------ | -------------------- | ---------- | ---------- | ---------- |
| 1969                                                                            | 4658                 | 35 643    | 13.1           | 10         | 1             | 9             | 465                      |                      | 12         | 4          | 8          |
| 1980                                                                            | 8500                 | 39 550    | 21.5           | 9          |               | 9             | 944                      |                      | 13         | 9          | 9          |
| 1990                                                                            | 14 570               | 59 600    | 24.4           | 9          |               | 9             | 1618                     |                      | 19         | 5          | 9          |
| 1999                                                                            | 27 000               | 90 000    | 30.0           | 21         | 6             | 15            | 1285                     |                      | 23         | 21         | 10         |
| 2000                                                                            | 27 800               | 91 800    | 30.3           | 24         | 6             | 18            | 1158                     | 1                    | 27         | 25         | 12         |
| 2001                                                                            | 28 860               | 92 900    | 31.1           | 22         | 6             | 16            | 1311                     |                      | 19         | 21         | 10         |
| 2002                                                                            | 27 800               | 91 800    | 30.3           | 22         | 5             | 17            | 1263                     |                      | 21         | 22         | 11         |
| 2003                                                                            | 28 750               | 93 200    | 30.8           | 26         | 6             | 20            | 1105                     |                      | 24         | 30         | 11         |
| 2004                                                                            | 32 000               | 95 000    | 33.7           | 26         | 7             | 19            | 1230                     |                      | 23         | 29         | 11         |
| 2010                                                                            | 38 177               | 104 000   | 36.7           | 26         |               | 26            | 1468                     |                      | 27         | 20         | 15         |
| 2014                                                                            | 35 500               | 101 000   | 35.1           | 21         | 3             | 18            | 1690                     |                      | 20         | 21         | 13         |
| 2017                                                                            | 38 476               | 114 220   | 33.7           | 36         | 14            | 22            | 1068                     |                      | 22         | 24         | 13         |
| 2020                                                                            | 38 911               | 113 191   | 34.4           | 23         | 6             | 17            | 1691                     |                      | 18         | 23         | 19         |
| 2022                                                                            | 41 266               | 123 391   | 33.4           | 23         | 6             | 17            | 1794                     |                      | 18         | 24         | 23         |
| Fuente: Catholic-Hierarchy, que a su vez toma los datos del Anuario Pontificio. |                      |           |                |            |               |               |                          |                      |            |            |            |

## Episcopologio
- Paschal Sweeney, C.P. † (20 de septiembre de 1963-22 de septiembre de 1979 renunció)
- John Etheridge, C.P. † (24 de abril de 1980-7 de febrero de 1989 renunció)
  - Sede vacante (1989-1991)
- Cesare Bonivento, P.I.M.E. (21 de diciembre de 1991-5 de febrero de 2018 retirado)
- Francis Meli, desde el 5 de febrero de 2018